# Cure Tunong
Cure Tunong is een bestuurslaag in het regentschap Bireuen van de provincie Atjeh, Indonesië. Cure Tunong telt 885 inwoners (volkstelling 2010).